# 王清州
王清州（1974年—），号“椰石斋”，安徽省砀山县人，当代艺术家，曾就读于中国人民大学徐悲鸿艺术学院、中国艺术研究院中国书法院，师从王镛等。现担任北京798艺术区艺术家，法国泰勒艺术家基金会会员和法国世纪艺术国际文化交流协会顾问。

## 出版物
- 《鎏金时代-王清州作品集》光明日报出版社2014年9月出版[3]